# Notoxus daressalaamensis
Notoxus daressalaamensis es una especie de coleóptero de la familia Anthicidae.

## Distribución geográfica
Habita en Tanzania.